# فهرست سازمان‌های فعال در حوزه فناوری اطلاعات و ارتباطات برای توسعه
این لیست، شامل آن دسته از سازمانهای بین‌المللی است که بنا بر اظهارات خودشان، در حوزه فناوری اطلاعات و ارتباطات برای توسعه (ICT4D) فعالیت می‌کنند.
در زیر سه دسته‌بندی اصلی قرار دارد.
- سازمان‌هایی که فقط مختص فعالیت در زمینه ICT4D تأسیس شده‌اند.
- شرکتهای تجاری که با هدف ایفای مسئولیت اجتماعی شرکت یا با اهداف بازاریابی، وارد این عرصه شده‌اند.
- سازمان‌ها یا شرکت‌های دیگر که فقط در یکی از دسته‌بندی‌های بالا جای نمی‌گیرند.

## سازمان‌های تأسیس شده برای ICT4D

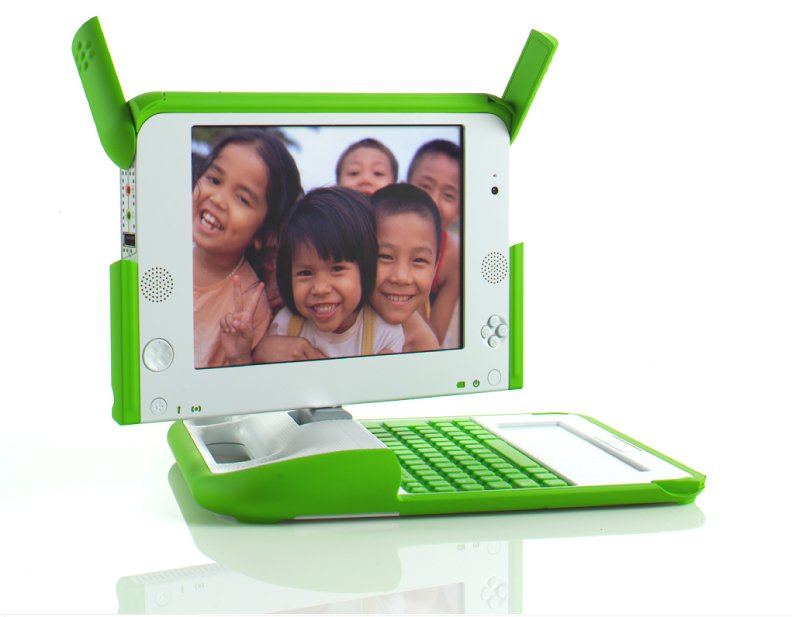
OLPC XO-1 لپ‌تاپ.

- نیروی ضربت فناوری اطلاعات و ارتباطات ملل متحد[۱]
- اجلاس جهانی سران دربارهٔ جامعه اطلاعاتی (WSIS)
- اتحاد جهانی برای فناوری اطلاعات و ارتباطات و توسعه[۲]
- برنامه اطلاعات توسعه آسیا و اقیانوسیه و شبکه بین‌المللی منبع باز
- مرکز تحقیقات توسعه بین‌المللی (IDRC)[۳]
- پروژه هر کودک یک لپ‌تاپ و 50x15
- تأمین منابع مالی کوچکِ Zidisha P2P[۴]
- امداد رایانه‌ای بین‌الملل
- Dimagi[۵]
- Inveneo[۶]
- مؤسسه بین‌المللی ارتباطات و توسعه (IICD)
- مجمع ICT4D
- SPIDER (برنامه سوئد برای ICT در مناطق در حال توسعه)
- NetHope
- Sarvodaya-Fusion[۷]
- TechChange

## شرکت‌ها و موسسه‌های فعال در حوزه ICT4D
- The Indigo Trust
- مایکروسافت[۸][۹][۱۰]
- مؤسسه فناوری ماساچوست (MIT)[۱۱][۱۲][۱۳][۱۴]

## سازمان‌های دیگر
- TechChange
- United Villages[۱۵][۱۶][۱۷]
- Geekcorps
- Deutsche Gesellschaft für Internationale Zusammenarbeit GmbH
- مرکز فنی همکاری‌های روستایی و کشاورزی (ACP-EU (CTA
- آژانس فناوری اطلاعات و ارتباطات  سری لانکا (ICTA)
- GSMA[۱۸]
- پروژه Ethnos[۱۹]
- PlayPower
- Humane Informatics
- SITIA
- Springfields[۲۰][۲۱]
- Besipae[۲۲]